# 冨安徳久
冨安 徳久（とみやす のりひさ、1960年7月7日）は、日本の実業家。株式会社ティア代表取締役社長。「尽生志事塾」主催。愛知県宝飯郡一宮町（現：豊川市）生まれ。

## 経歴
1960年（昭和35年）愛知県宝飯郡一宮町（現：豊川市）に果樹園農家の長男として生まれる。1976年、愛知県立豊丘高等学校に入学。高校時代には陸上部と軽音楽部を掛け持ちし、ラジオ、ライブハウス、学園祭でライブ活動。将来はシンガーソングライターを目指していた。

### 葬儀業界入り
1979年（昭和54年）、大学の入学式直前、18歳の春、知人から紹介されたアルバイトをきっかけに葬儀業界に入る。このアルバイトに感動して大学も音楽も捨て、以後葬儀業界一筋に。
1981年（昭和56年）、父親の病気のために愛知県に帰り、東海地方の大手互助会に転職。25歳で葬儀会館の店長に抜擢されるも、生活保護者の葬儀を引き受けない会社の方針変更に反発して退職。1994年（平成6年）に同業他社に契約社員として入り、独立開業を目指す。

### ティア設立
1997年（平成9年）、株式会社ティアを設立、代表取締役社長に就任、1号館「ティア中川」をオープン。以降、名古屋を中心に次々と新店舗をオープン。
2006年（平成18年）「設立10年で株式上場」計画を1年前倒しで実現。名証セントレックスに上場、中部圏初の葬祭上場企業となる。2008年（平成20年）9月、名古屋証券取引所市場第2部へ変更。
2013年（平成25年）東証二部、2014年（平成26年）東証一部、名証一部へと上場。
2015年（平成27年）年間売上高100億円を達成、2016年（平成28年）8月に東京都内1号店となる「葬儀相談サロン ティア日暮里」をオープン。
2022年（令和4年）4月、上場市場再編に伴い、東証スタンダード市場、名証プレミア市場に上場。
2025年（令和7年）7月、冨安の半生を映像化した縦型ショートドラマ「最期の、ありがとう。」が2025年秋からTikTok、YouTubeで世界配信されることが発表。主演に永田崇人（冨安徳久役）、市原隼人（冨安の先輩役）、映画「おくりびと」で所作指導をした納棺師が指導および監修を担当。

## 家族
長男に継活推進協会・MIJIKAソリューションズ代表の冨安達也

## 尽生志事塾
「尽生志事塾」を主催。著述や講演で何万人もの「生」と「死」に向き合ってきた経験から「人生も仕事もすべては“感謝”からはじまる」をテーマに年間150本を超える著述・講演活動を行っている。

## エピソード
- 生前の葬儀費見積もりならびに適正価格の公開、価格引き下げを葬祭場の軒数を増やして収益確保を進めるなど、葬蔡業の「事業システムのイノベーション」を起こし[8]、葬祭業の商慣習の合理化を提言[9]。
- 営業の基本に顧客目線を意識し[10]、顧客の予算と葬儀のオーダーメイド化の両立を考えさせる社員教育を徹底してきた[11][12]。2000年代初めには折から映画『おくりびと』の興行成績が伸び、葬儀や葬儀業界が注目されると、葬うプロとして「生」を充実させるにはきちんと「ゴール(死)」がそこにあると受け止めること、喜びや楽しみに加え不本意な体験あるいは辛さや悲しみに見舞われる人生を面白いと語り、終活の最終ステージにどう向き合うか[13] 示した。
- 中学3年の時、大好きな先生からもらった司馬遼太郎の『竜馬がゆく』全巻を読破し、日本を変えようと命がけで奔走した明治維新の主役たちが、10代、20代の若者だったことに感動する。坂本龍馬の「この世に生を得たるは事を為すにあり」という言葉に出合い「天命と呼ぶべき何か為すべきことがあるはずだ」と考えるようになった。高校1年の夏休み、どうしても竜馬像を見たくなり、アルバイトしてお金を貯めて、高知県の桂浜へ。立て替わる前の小さな竜馬像に向かって「竜馬さん、僕も絶対に何かやるべきことを見つけます！」と両手を合わせた。その後、長州藩だった山口県の萩、津和野を回った[14]。

## 出演

### テレビ
- 『日経スペシャル カンブリア宮殿』 日本で一番「ありがとう」を言われる葬儀社（2009年7月6日、テレビ東京）[15][16]
- 『TheサンデーNEXT』(日本テレビ)[16]
- 『がっちりマンデー!!』（TBSテレビ）[17]
- 『ジョブチューン アノ職業のヒミツぶっちゃけます!』（TBSテレビ）[16]
- 『ひるおび』（TBSテレビ）[18]
- 『オイコノミア』（NHK教育） - 親子で幸せな“終活”考えよう[16]
- 『BSニュース 日経プラス10』（BSテレ東）
- 『INsideOUT』（BS11）[19]

### ラジオ
- 『ティアIRセミナーin広島』（ラジオNIKKEI）[20]
- 『きくち教児の楽気!DAY』（東海ラジオ）[21]

## 著書
- 『日本でいちばん「ありがとう」といわれる葬儀社 名古屋発・ティア成功の秘密』（2005年7月1日、綜合ユニコム）ISBN 978-4881503980
- 『「ありがとう」すべては感動のために 「命の尊さ」を知る！究極のサービス業・ティア流葬儀ビジネス』（2007年7月1日、綜合ユニコム）ISBN 978-4881504413 - 講演DVD付き
- 『1%の幸せ あなたのココロを磨く45の気づき』（2008年5月20日、あさ出版）ISBN 978-4860632762
- 『ぼくが葬儀屋さんになった理由（わけ）』（2008年7月10日、ホメオシス）ISBN 978-4902919059
  - 『ぼくが葬儀屋さんになった理由（わけ）』（2009年9月19日、講談社+α文庫）ISBN 9784062813143
- 『心の角度を幸せに 「さよなら」の現場で学んだ愛』（2010年6月4日、中経出版）ISBN 978-4806137306
- 『「何のために生きるのか」 感謝なき道、人生の道にあらず』（2011年4月28日、PHP研究所）ISBN 978-4569795423 - 講演DVD付き
- 『最期の「想い」の遺しかた 家族や友人に感謝を伝えるために』（2011年8月26日、日本経済新聞出版社）ISBN 978-4532168001
- 『さよならのブーケ 大切な人の最期にしてあげたい11の物語』（2012年5月23日、かんき出版）ISBN 978-4761268329
- 『人生は与えた分だけ与えられる 尽生（じんせい）と志事（しごと）』（2013年6月11日、PHP研究所）ISBN 978-4569812762 - 講演DVD付き
- 『最期の、ありがとう。新・ぼくが葬儀屋さんになった理由(わけ)』（2018年7月7日、Wonder Note）ISBN 978-4909440006

### 共著
- 冨安徳久 ; 碑文谷創 ; 麻木久仁子「婦人公論井戸端会議 音楽、散骨、桜葬…… 野辺の送りは賑やかに」『婦人公論』第93巻第24号 (2008年12月7日): 180–185頁。
- 冨安徳久 ; 高柳正盛「冨安徳久 ティア社長 死を常に意識しているから充実した人生を全うできる」『日経トップリーダー』〈地方の強い経営者(最終回)〉第321号 (2011年6月): 66–69頁。

## 映像化作品
- 『最期の、ありがとう。』（TikTok・YouTube、2025年） - 冨安の半生を綴った原作ドラマ。永田崇人、市原隼人が共演

## CD・DVD

### CD
- 『LIFE -自分の人生を生きるための、命の時間の使い方-』（2017年10月22日、Wonder Note） ※4枚組　ASIN B07DQ3Y948
- 『日本一“ありがとう”といわれる会社』（日本経営合理化協会AV局）
- 『究極のサービス業への挑戦 ～すべては最後の「ありがとう」のために～』（2010年5月24日、ビジョネット）　ASIN B0040PWGZS

### DVD
- 『「いのち」〜命の授業〜』（出演: 冨安 徳久、株式会社サファリ）
- 『「いのち2」〜命の授業〜』（出演: 冨安 徳久、株式会社サファリ）
- 『池本克之のKPI interviews』（出演: 冨安 徳久、株式会社経営科学出版）
- 『その命ある限り 第一章～感謝なき道、人生（ひと）の道にあらず』（出演: 冨安 徳久、株式会社サファリ）
- 『その命ある限り 第二章～感謝なき道、人生（ひと）の道にあらず』（出演: 冨安 徳久、株式会社サファリ）
- 『その命ある限り 第三章～尽生営業』（出演: 冨安 徳久、株式会社サファリ）
- 『その命ある限り 第四章～人生は与えた分だけ与えられる』（出演: 冨安 徳久、株式会社サファリ）
- 『その命ある限り 第五章～真の教育、マネージメントとは』（出演: 冨安 徳久、株式会社サファリ）

### 定期刊行物
- 冨安徳久「日本で一番「ありがとう」と言われる葬儀社を目指す (特集2 あの世に行くのも大変な時代に! 笑顔なき戦いが熾烈化する葬儀業界)」『経済界』第41巻24 (通号 837)、2006年12月19日、111-113頁。
- 「トップインタビュー 冨安徳久 ティア代表取締役社長 生前見積もりと適正価格で業界革命を実現し、葬儀会館の多店舗展開を進める」『Squet : 三菱UFJビジネススクエア』第235号、2009年7月、16-18頁。
- 財界研究所（編）「経営写 (No.549) ティア社長 冨安徳久 : 適正価格・明朗会計を追求し、日本で一番「ありがとう」と言われる葬儀社を目指す!」『財界』第61巻第19=1537号、2013年9月24日、116-119頁。
- 角田隆太郎、常川智弘「事業システムの革新とその地域への影響 : -名古屋の葬蔡業の事例-」『日本ベンチャー学会誌』第22巻、2013年、105-119頁、ISSN 1883-4949。
- 「「お客さまのために」という心が感動のおもてなしを生み出す ティア 代表取締役社長 冨安徳久氏」『Top promotions 販促会議』第202号、2015年2月、17-19頁。
- 企業家ネットワーク（編）「核心インタビュー 徹底した社員教育で感動葬儀を ティア 代表取締役社長 冨安徳久氏」『企業家倶楽部』第22巻第6=132号、2017年12月、54-57頁。
- 綜合ユニコム株式会社（編）「新春特別インタビュー (株)ティア 代表取締役社長 冨安徳久氏 業界の常識を覆しつづけてきた20年 すべてはお客様のため、「感動葬儀」を追求する」『フューネラルビジネス』第23巻第1=254号、2018年1月、12-15頁。

## 関連文献
- 「ウェブゲーテ 葬儀業界のタブーに挑み風穴を開けた男」『ゲーテ』2017年9月15日、2017年11月29日閲覧。
- 「創業20周年記念号」『企業家倶楽部』2014年8月号、2014年6月27日、2017年11月29日閲覧。